# 陈笃庆
陈笃庆（1947年3月—），中华人民共和国政治人物、外交官。
2006年，接替蒋元德，担任中华人民共和国驻巴西大使。2009年，由邱小琪接任。